# Écosophie

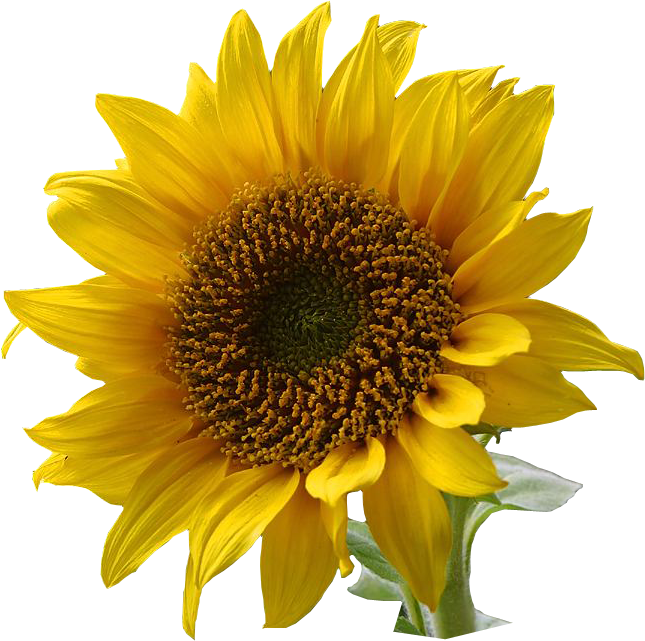
Un tournesol

L’écosophie est un concept forgé par le philosophe Arne Næss à l'université d'Oslo en 1960, au début du mouvement de l'écologie dite « écologie profonde », qui invite à un renversement de la perspective anthropocentriste :

« L’homme ne se situe pas au sommet de la hiérarchie du vivant, mais s’inscrit au contraire dans l’écosphère comme une partie qui s’insère dans le tout. »

— Arne Næss, Écologie, communauté et style de vie
C'est autour de ce constat que va se développer l'écosophie comme un courant de pensée du mouvement écologiste depuis les années 1960.
Ce courant est proche de celui de l'éthique de l'environnement qui remet en cause l'homme comme mesure de toute chose, ou comme sommet absolu de l'évolution, s'autorisant à puiser sans limite dans les ressources naturelles.
L'écosophie inclut dans son idéologie et ses conceptions philosophiques une forme de morale sociale écosophique. Le socius écosophique est défini d'après un système apyramidal écosocial sans stratifications sociales prédéterminées. 

## Les Trois Écologiesde Félix Guattari
Le philosophe et psychanalyste français Félix Guattari développe la notion d'« écosophie » dans son ouvrage Les Trois Écologies : 
- l'écologie environnementale pour les rapports à la nature et à l'environnement,
- l'écologie sociale pour les rapports aux réalités économiques et sociales,
- l'écologie mentale pour les rapports à la psyché, la question de la production de la subjectivité humaine. Elle introduit des disciplines telles que l'écopsychiatrie et l'écopsychologie.

La racine « eco » dans son acception grecque originaire renvoie à oïkos, c'est-à-dire : maison, bien domestique, habitat, milieu naturel. Sophia signifiant en grec connaissance, savoir, sagesse, on peut proposer une traduction littérale de l'« écosophie » comme « sagesse de l'habiter », constitution par chacun de son propre milieu. Autrement dit, l'écosophie implique une perspective pragmatique sur les pratiques sociales, une attention, au-delà de « l'individu » contemporain rendu superflu, à la fabrique des communautés. 

Le projet de Félix Guattari est de réintégrer la complexité et la singularité des individus, leur libido, leurs rêves, dans une nouvelle équation politique, tenant compte du fantasme. Car il s'agit d'échapper aux destructions et aux normalisations, aux nivellements engendrés par ce qu'il nomme le « capitalisme mondial intégré » (CMI) (gouverné par la seule logique du rendement et du profit). Au lieu de cela, il faut chercher à créer de nouvelles praxis, créatives, singulières : 

« C'est cette ouverture praxique qui constitue l'essence de cet art de “l'éco” subsumant toutes les manières de domestiquer les Territoires existentiels, qu'ils concernent d'intimes façons d'être, le corps, l'environnement ou de grands ensembles contextuels relatifs à l'ethnie, la nation ou même les droits généraux de l'humanité. »

Appelant ainsi à de nouvelles praxis collectives, Félix Guattari reconnaît des potentialités et modalités de subjectivation, porteuses de changements et d'espoir, dans l'émergence des nouvelles technologies, l'évolution technologique des médias, la révolution informatique, afin de créer des systèmes de valeur autres que la seule loi du profit imposée par le marché ; mais en même temps, il n'en craint pas moins l'éclosion de nouvelles menaces à travers différentes entreprises réactionnaires : les replis identitaires, nationalistes, xénophobes, les néo-archaïsmes sociaux et mentaux ou les intégrismes religieux.

### Groupes sujets et subjectivité mondiale
Dans la perspective écosophique développée par Guattari, les initiatives individuelles peuvent être captées et fédérées par des groupes sujets ou groupes leaders qui interprètent besoins ou aspirations diffuses, hors institutions de pouvoir (Greenpeace, les sorcières néopaïennes américaines autour de Starhawk, Act Up…), qui les traduisent en propositions de gouvernement, font pression auprès des instances internationales et agissent sur les esprits, les cultures et les valeurs des hommes d'État, élus ou fonctionnaires des organismes internationaux.
Un « groupe-sujet » (concept inventé par Jean-Paul Sartre et réinterprété par Félix Guattari) est un groupe dont l'institutionnalisation est suffisamment fluide et non-hiérarchique pour ne pas figer sa vie intérieure dans des rites et des conventions. Il peut ainsi déceler hors de lui les signes de ce qui est vivant dans la société, sous la chape des hiérarchies et des conformismes, et capter l'énergie de ces forces sous-jacentes, voire inconscientes, qui composent la subjectivité d'une société mondiale. La subjectivité n'appartient à aucun groupe désigné par ses fonctions. Elle est aussi imprévue, fragile et efficace que la vie même. Lorsqu'on n'a pas la puissance instituée, on peut avoir la force de perception et d'interprétation.
Dialoguant avec Guattari en décembre 1991, le philosophe et activiste politique italien Franco Berardi (dit Bifo) dresse, à propos de la situation italienne mais plus généralement des démocraties occidentales contemporaines, ou, dit à la manière de Guattari, du « capitalisme mondial intégré » un diagnostic qui vaut tout aussi bien pour le projet écosophique, ce qui le hante :

« C'est précisément le rôle du politique qui est en cause. Le passage à l'économie mondiale, le rapport entre économie et technologie, économie et finance sont autant de mutations ingouvernables par la seule politique – au sens qu'eut ce mot, de Machiavel à Lénine et, de fait, jusqu'à voici quinze ans, c'est-à-dire la capacité de gouverner une partie significative de la réalité sociale dans l'océan des relations humaines et de l'imaginaire. Aujourd'hui, le poids spécifique du pouvoir politique est dérisoire face à la création des réseaux spontanés, souterrains… (…) Il faudrait plutôt apprécier le poids dont peut disposer la politique face au changement social et quel rôle les progressistes, intellectuels ou libertaires, peuvent jouer à l'intérieur de la société. Nous sommes face à une alternative : soit nous parvenons à penser le problème à l'intérieur même de la subjectivité de la société nouvelle, soit nous continuons à considérer qu'il relève du seul gouvernement politique, et alors nous avons perdu. »

## Diffusion du concept
- À partir de la tradition anglo-saxonne, plus récemment le concept d'« écosophie » est repris par le philosophe Hicham-Stéphane Afeissa ou par le thérapeute Thierry Melchior, auteur notamment de Créer le réel, Hypnose et thérapie, dans son livre 100 mots pour ne pas aller de mal en psy publié en 2003 aux Empêcheurs de penser en rond.
- Philippe Pignarre et Isabelle Stengers reprennent encore le concept dans sa filiation guattarienne dans La Sorcellerie capitaliste. Pratiques de désenvoûtement, La Découverte, 2005.
- Manola Antonioli organise en mars 2011 à l'université Paris Ouest Nanterre la Défense et à l'INHA un colloque international consacré à l'écosophie.
- Les éditions Wildproject publient en 2009 l'ouvrage d'Arne Næss et David Rothenberg Vers l'écologie profonde.
- Des philosophes ou chercheurs qui veulent rester proches du terrain en France se saisissent du concept. L'historienne Marielle Macé publie en 2019 Nos Cabanes, où elle demande un élargissement du politique « aux bêtes, aux fleuves, aux landes, aux océans, qui peuvent eux aussi porter plainte, se faire entendre, donner leurs idées ». Leur démarche repose sur une conversion de l'attention, pour trouver les voies de l'attention aux êtres vivants, humains ou autres[7].

#### À propos de l'écosophie guattarienne
- Écosophie ou barbarie par Valérie Marange
- Broderies sur Les Trois Écologies par Anne Querrien
- Les cartes et les ritournelles d’une panthère arc-en-ciel par Anne Querrien

#### Autres textes
- (en) « Pour une spiritualité activiste », par Starhawk
- « Artifices anti-hiérarchiques à l'usage des groupes » par Elena Jordan et David Vercauteren in Vacarme, no 43, 2008 [lire en ligne]